# Rétroréflexion d'un marquage routier
La rétroréflexion d'un marquage routier est la capacité d'une peinture routière de nuit à refléter la lumière des phares ; en d'autres termes, il s'agit de sa visibilité de nuit. 

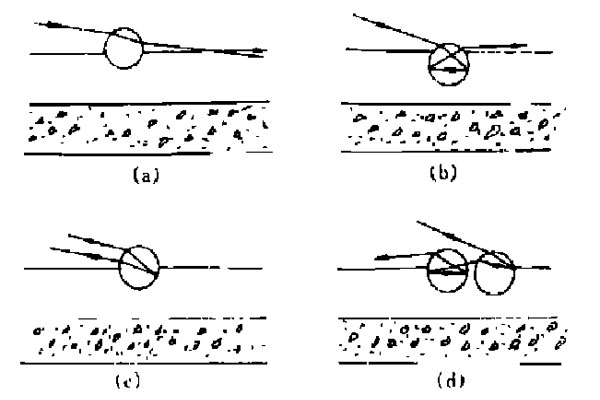
reflective principle of glass beads in road markings

## Rétroréflexion par temps sec
La rétroréflexion désigne la quantité de lumière renvoyée par un marquage appliqué sur chaussées, dans les conditions géométriques de visibilité de nuit,.
Elle s'exprime en millicandelas par mètre carré et par lux, par le coefficient de luminance rétroréfléchie 
- L = la luminance de la surface dans un éclairage produit par une seule source lumineuse sous un angle faible par rapport à la direction d'observation dans laquelle la luminance est déterminée (mcd.m-2 )
- E{\displaystyle \bot }= l'éclairement créé par la source, à hauteur de la zone de mesure, sur un plan perpendiculaire à la direction d'éclairage (lx).

## Rétroréflexion par temps humide
Le coefficient s’exprime avec la même formule que par temps sec, mais les conditions de l'essai prennent en compte un environnement de temps humide.
La mesure est effectuée 1 minute après avoir versé sur le marquage un seau d’eau de 10 l d’eau environ depuis une hauteur de 0,50 m.

## Rétroréflexion sous pluie[3]
Il s’agit de mesurer la visibilité de nuit et sous une pluie conventionnelle. Le coefficient s’exprime avec la même formule que par temps sec.
Pour l'essai, une pluie conventionnelle est produite en laboratoire sans brume, ni brouillard avec un débit de 20 mm/h pendant 5 minutes.
La mesure est réalisée de façon statique sous pluie, au terme de cette durée d'arrosage.